# Бронзарт фон Шеллендорф, Ингеборг
Ингеборг Мария Вильгельмина Бронзарт фон Шеллендорф (нем. Ingeborg Maria Wilhelmina Bronsart von Schellendorf, урождённая Штарк, нем. Starck, правильнее — Старк, швед. Starck; 12 [24] августа 1840, Санкт-Петербург — 17 июня 1913, Мюнхен) — немецкая пианистка и композитор.

## Биография
Дочь живших в России шведских купцов. Училась в Петербурге у пианиста Николая Мартынова, а также у Адольфа Гензельта и Константина Деккера, в 1858 г. отправилась в Веймар, где занималась под руководством Франца Листа. В 1861 г. вышла замуж за другого его ученика, Ганса Бронзарта фон Шеллендорфа. В дальнейшем продолжала время от времени выступать в России (например, в 1883 г. гастролировала в Тамбове), что дало Владимиру Одоевскому возможность сказать о ней:

наша знаменитая фортепианистка Ингеборг Штарк, ныне г-жа Бронзарт, которая родилась и образовалась в России, выросла на наших глазах и теперь принадлежит к числу первых музыкальных художниц в Европе.

После назначения мужа генеральным директором королевских театров в Ганновере (1867) гастрольная деятельность Ингеборг фон Бронзарт пошла на убыль, однако она со всё большей активностью занялась композицией. Кроме того, фон Бронзарт была хозяйкой домашнего салона, частыми гостями которого были Йозеф Иоахим, Ганс фон Бюлов, Фридрих Каульбах, Фридрих Боденштедт и другие заметные деятели германской культуры.
Наибольшую известность приобрели оперы Ингеборг Бронзарт: «Саисская богиня, или Линас и Лиана» (нем. Die Göttin von Sais oder Linas und Liane; 1867), «Йери и Бетели» (нем. Jery und Bätely; 1873, на старое либретто Иоганна Вольфганга Гёте) и особенно «Хьярне» (нем. Hiarne; 1890), полемически направленная против вагнеровского «Кольца Нибелунга», а также Марш Кайзера Вильгельма (нем. Kaiser-Wilhelm-Marsch), исполнением которого, в частности, открылась женская программа Всемирной выставки 1893 года в Чикаго. Автор многочисленных вокальных циклов на стихи Генриха Гейне, Августа фон Платена, Мирзы Шафи в переложении Боденштедта и др.; один из циклов (опубликован в Петербурге в 1869 г.) написан на стихи Лермонтова, включая знаменитое стихотворение «Молитва» («В минуту жизни трудную…»). Написала также фортепианный концерт (1863).